# Prîstan, Sokal
Prîstan (în ucraineană Пристань) este un sat în comuna Butînî din raionul Sokal, regiunea Liov, Ucraina.

## Demografie
Componența lingvistică a localității Prîstan
     Ucraineană (99,89%)
     Alte limbi (0,11%)
Conform recensământului din 2001, majoritatea populației localității Prîstan era vorbitoare de ucraineană (99,89%), existând în minoritate și vorbitori de alte limbi.